# Nishinoomote, Kagoshima
Nishinoomote (西之表市 (Tây Chi Biểu thị) Nishinoomote-shi) là một thành phố thuộc tỉnh Kagoshima, Nhật Bản.